# Mihail al IV-lea al Constantinopolului
Mihail al IV-lea Autoreianos (în greacă veche Μιχαήλ Ἀυτωρειανός, transliterat: Michail Autoreianos; n. secolul al XII-lea – d. 26 august 1214, Niceea, provincia Bursa, Turcia) a fost un cleric ortodox grec, care a îndeplinit funcția de patriarh ecumenic al Constantinopolului din martie 1208 până la moartea sa, în 1214.

## Biografie

### Cariera bisericească anterioară
Mihail provenea dintr-o familie bizantină de rang înalt, fiind înrudit cu Vasile Doukas Kamateros, fratele împărătesei Euphrosyne Doukaina Kamatera, soția împăratului Alexie al III-lea Angelos (1195–1203). El era un om foarte educat și membru al cercului literar din jurul lui Eustatie al Tesalonicului. A fost prieten cu savanții Eustatie al Tesalonicului și Mihail Choniates. În ierarhia ecleziastică, el a ajuns megas sakellarios, chartophylax (responsabil cu arhiva și documentele patriarhale) și pronotar la momentul jefuirii Constantinopolului de către participanții la Cruciada a patra în 1204, având cunoștințe și experiență pentru a se ocupa de gestionarea financiară a treburilor Bisericii Ortodoxe.
După căderea Constantinopolului sub ocupația cruciaților în 1204, patriarhul Ioan al X-lea s-a refugiat mai întâi în orașul Didymoteicho din Tracia și apoi în Țaratul Vlaho-Bulgar, unde i s-a acordat azil de către țarul bulgar Ioniță Caloian. Mihail l-a însoțit pe patriarh în Tracia, iar, după moartea acestuia în mai 1206 (potrivit lui Filip de Novara), s-a mutat în apropierea orașului Brusa. Potrivit unei scrisori scrise de mitropolitul Ioan Apokaukos în 1222, el a fost nominalizat pentru postul de episcop de Amastris⁠(d), dar împăratul David Comnenul al Trapezuntului (1204-1212) a respins nominalizarea lui Mihail, pe care a considerat-o o încălcare a suveranității sale.

### Vacanța tronului patriarhal
Nobilul bizantin Teodor I Laskaris, care se căsătorise cu Anna Comnena Angelina (fiica împăratului Alexie al III-lea Angelos),  a primit în anul 2003 rangul de despot, care-i conferea dreptul de a succede la tron, ca urmare a faptului că împăratul nu avea urmași de sex masculin. Statul bizantin s-a fărâmițat după ocuparea Constantinopolului, iar mai mulți descendenți de rang imperial s-au pretins succesori ai împăratului și au organizat rezistența împotriva cruciaților în diferite regiuni ale imperiului. Teodor a înființat un stat succesor grec bizantin al Imperiului Bizantin în Asia, cunoscut ca Imperiul de la Niceea, și s-a autoproclamat împărat la începutul anului 1205, fie după victoria de la Nicomidia asupra trupelor lui David Comnenul (un nepot al împăratului Andronic I) și aliaților săi latini, fie după tratatul de pace cu Manuel Maurozomes (un nepot al împăratului Manuel I). Legitimitatea sa era contestată de o mare parte a populației grecești, iar Laskaris a încercat să fie recunoscut împărat prin încoronarea sa de către patriarhul ecumenic al Constantinopolului.
Laskaris l-a invitat în 1206 pe patriarhul Ioan al X-lea să vină în Niceea și să conducă ceremonia de încoronare, dar înaltul ierarh a refuzat să vină la Niceea din cauza vârstei sale înaintate și a trimis în schimb un document prin care anunța că renunță la funcția de patriarh. Ioan al X-lea a murit în luna aprilie sau în luna mai a aceluiași an sau mai precis la 26 mai 1206, potrivit teologului și bizantinologului francez Venance Grumel (secretar al Revue des études byzantines și autor al unei cronologii a patriarhilor de Constantinopol) care a studiat cataloagele lui Leunclavius și Filip de Novara.
Tronul patriarhal a rămas vacant 1 an și 10 luni, potrivit lui Leunclavius și lui Filip de Novara. Alegerea succesorului lui Ioan al X-lea a fost amânată mai mult timp ca urmare a faptului că nu toți ierarhii erau de acord să recunoască autoritatea niceenilor. Monarhii care conduceau Despotatul Epirului și Imperiul Trapezuntului (alte state succesoare ale Imperiului Bizantin) au interzis episcopilor din ținuturile lor să participe la sinodul convocat de împăratul de la Niceea.
În acest timp, atât împăratul Teodor Laskaris, cât și clericii ortodocși din Constantinopol i-au cerut papei Inocențiu al III-lea să-i autorizeze să aleagă un nou patriarh, dar papa a ignorat cererile lor în urma presiunilor autorităților latine. Când latinii au încălcat armistițiul la începutul anului 1208, Teodor s-a apropiat din nou de papă și i-a cerut să mijlocească o pace, propunând Marea Marmara ca frontieră permanentă între Imperiul Latin și tărâmul său.

### Alegerea ca patriarh
Clericii ortodocși l-au îndemnat pe împăratul Teodor Laskaris (1205-1221) să organizeze alegeri pentru a stabili un nou patriarh ecumenic. Laskaris a reușit să-i convingă pe majoritatea ierarhilor să se întrunească în cadrul unui sinod, care a avut loc la Niceea în Săptămâna Mare a anului 1208. Ierarhii prezenți l-au ales ca patriarh pe Mihail Autoreianos la 20 martie 1208. Autoreianos era înrudit cu sfetnicul principal al împăratului, Vasile Doukas Kamateros. Legitimitatea acestui sinod a fost, totuși, contestată de împărații Trapezuntului și despoții Epirului, care au refuzat să recunoască un patriarh ales la Niceea până la recucerirea Constantinopolului în 1261.
La scurt timp după numirea sa ca patriarh, Mihail al IV-lea l-a încoronat în Duminica Paștelui (6 aprilie 1208) pe Teodor Laskaris ca „împărat și autocrat al romanilor”, ceea ce a întărit pretenția lui Laskaris de a fi succesorul legitim al monarhilor bizantini și a sporit semnificativ prestigiul Imperiului de la Niceea. Cu toate acestea, ceilalți pretendenți la tron au susținut că numai un împărat legitim putea numi un patriarh legitim și numai un patriarh legitim putea încorona un împărat legitim. Oponenții lui Laskaris au susținut că sinodul care l-a ales pe Mihail Autoreianos a fost doar o adunare de episcopi aleși la întâmplare, nu un sinod convocat în mod corespunzător. Ca răspuns, susținătorii săi au subliniat că situația excepțională de după căderea Constantinopolului necesita o interpretare flexibilă a legilor.
Noul patriarh a promis iertarea păcatelor soldaților lui Laskaris care au căzut în luptă, dar acest angajament extrem de neobișnuit, care era contrar atât tradiției bizantine, cât și doctrinei ortodoxe, este puțin probabil să fi fost pus în practică. El s-a implicat activ în numirea de noi mitropoliți și arhiepiscopi dintre ierarhii superiori ai Patriarhiei Constantinopolului. În zilele păstoririi sale, episcopul de atunci al Atenei, Mihail Choniates, a fost ales mitropolit al Paronaxiei, dar a refuzat atât să meargă în noua sa provincie, cât și să se mute în noua capitală, Niceea, în ciuda invitației adresate lui de către patriarh și împărat.
Mihail a murit la Niceea, conform unor studii, la 26 august 1214 sau, potrivit altor surse, la 26 august 2012.